# Януш Сльонзак
Януш Сльонзак (пол. Janusz Ślązak, 20 березня 1907 — 24 лютого 1985) — польський академічний веслувальник.
Срібний призер Олімпійських Ігор 1932 року в складі розпашної двійки зі стерновим, бронзовий призер 1932 року в складі розпашної четвірки зі стерновим.
Срібний призер Чемпіонату Європи 1933 року в складі розпашної двійки зі стерновим, бронзовий призер 1927 року в складі вісімки.